# Sułków (powiat konecki)
Sułków – wieś w Polsce położona w województwie świętokrzyskim, w powiecie koneckim, w gminie Fałków.
W latach 1975–1998 miejscowość należała administracyjnie do województwa piotrkowskiego.
W 2011 miejscowość zamieszkiwały 33 osoby.
Wierni Kościoła rzymskokatolickiego należą do parafii Świętej Trójcy w Fałkowie.